# François de Ripert-Monclar
Jean-Pierre-François Ripert de Monclar (* 1711 in Aix-en-Provence; † 1773 in Saint-Saturnin-lès-Apt) war ein französischer Gerichtsmagistrat.
François de Ripert-Monclar war der Sohn von Gabrielle-Françoise d’Orsin Miraval und Pierre-François de Ripert-Monclar, einem Generalstaatsanwalt beim Parlement d’Aix.
Er war mit zahlreichen Streitfragen des öffentlichen Rechts befasst und entwickelte Eloquenz beim Vortrag seiner Auffassung.
Er wurde vom Finanzminister Jean Baptiste de Machault d’Arnouville zu Fragen des Verwaltungsrecht konsultiert.
Er war ein Gegner der direkten Steuer des Vingtième und war mit Eherechtsstreitsachen von Protestanten befasst und veröffentlichte darüber.
1732 wurde er zum Procureur géneral au Parlement d’Aix ernannt. 1768 wurden ihm mit Jean-Louis-Roger de Rochechouart das Lehen von Comtat Venaissin gegeben.
1747 heiratete er Catherine de Lisle. Ihr Sohn Jules Claude Louis endete am 19. Juni 1794 auf der Guillotine und die Tochter war mit Jean-Joseph Spitalieri de Cessole aus Nizza verheiratet.
1769 wurde ihm von Louis XV. der erbliche Titel Marquis verliehen.
Aus einer Position des Jansenismus war er Gegner der Jesuiten und veröffentlichte 1762 einen Kommentar zur Satzungen der Gesellschaft Jesu.